# 劉得 (安平王)
劉得（？—151年），又作劉德，东汉安平孝王，汉章帝的孙子，河间孝王刘开的儿子。
永宁元年（120年），太后邓绥封刘开子刘翼为平原王，奉怀王刘胜之祀。延光元年（122年）五月己巳，改乐成国为安平国，封劉得为安平王，嗣乐成靖王刘党后。以乐成国多次废绝，所以改国名为安平。建和元年（147年），清河王刘蒜死后，建和二年（148年）六月，改清河国为甘陵国，立劉得之子经侯劉理为甘陵王，奉孝德皇祀，劉理是为甘陵威王。
劉得在位三十年，元嘉元年（151年）夏四月己丑，安平王刘得薨，子刘续嗣位。中平元年（184年），黄巾之乱，刘续被劫为人质，黄巾平定后，复国。同年秋，因不道被诛。在位三十四年，国除。。